# Ellipteroides tienmuensis
Ellipteroides tienmuensis är en tvåvingeart som först beskrevs av Alexander 1940.  Ellipteroides tienmuensis ingår i släktet Ellipteroides och familjen småharkrankar. Inga underarter finns listade i Catalogue of Life.